# Cântico da Liberdade
Cântico da Liberdade er Kap Verdes nationalsang. Den blev officiel nationalsang i 1996. Frem til da havde Kap Verde fælles nationalsang med Guinea-Bissau (Esta é a Nossa Pátria Bem Amada). Musikken er komponeret af Adalberto Higino Tavares Silva, og den portugisiske tekst er skrevet af Amilcar Spencer Lopes.

## Teksten
Canta, irmão

canta meu irmão

que a Liberdade é hino

e o Homem a certeza.
Com dignidade, enterra a semente

no pó da ilha nua

No despenhadeiro da vida

a esperança é do tamanho

do mar que nos abraça

Sentinela de mares e ventos perseverante

entre estrelas e o Atlântico

entoa o cântico da Liberdade
Canta, irmão

canta meu irmão

que a Liberdade é hino

e o Homem a certeza.

## Engelsk oversættelse
Sing, brother

Sing, my brother

For Freedom is a hymn

And Man a certainty
With dignity, bury the seed

In the dust of the naked island

In life is precipice

Hope is as big as the sea
 
Which embraces us

Unwavering sentinel of the seas and winds

Between the stars and the Atlantic ocean

Sing the Chant of Freedom
Sing, brother

Sing, my brother

For Freedom is a hymn

And Man a certainty